# Musculus opponens pollicis
De musculus opponens pollicis is een kleine, driehoekige spier in de duimmuis die oppositie van de duim tegenover de andere vingertoppen mogelijk maakt.  De spier ligt diep ten opzichte van de musculus abductor pollicis brevis en lateraal van de musculus flexor pollicis brevis .
De spier heeft zijn origo in het retinaculum flexorium van de hand en het tuberculum ossis trapezii.  De insertie is aan de radiale zijde over de gehele lengte van het middenhandsbeentje van de duim.
Bij de meeste mensen wordt de spier bezenuwd door de nervus medianus, maar bij ca 20% door de nervus ulnaris.